# Circobotys obscuriptera
Circobotys obscuriptera is een vlinder uit de familie van de grasmotten (Crambidae). De wetenschappelijke naam van deze soort is voor het eerst voorgesteld door Shu-Xia Wang in een publicatie uit 2018.
De soort komt voor in China (Fujian, Hubei, Shaanxi, Sichuan).